# Reservestoff

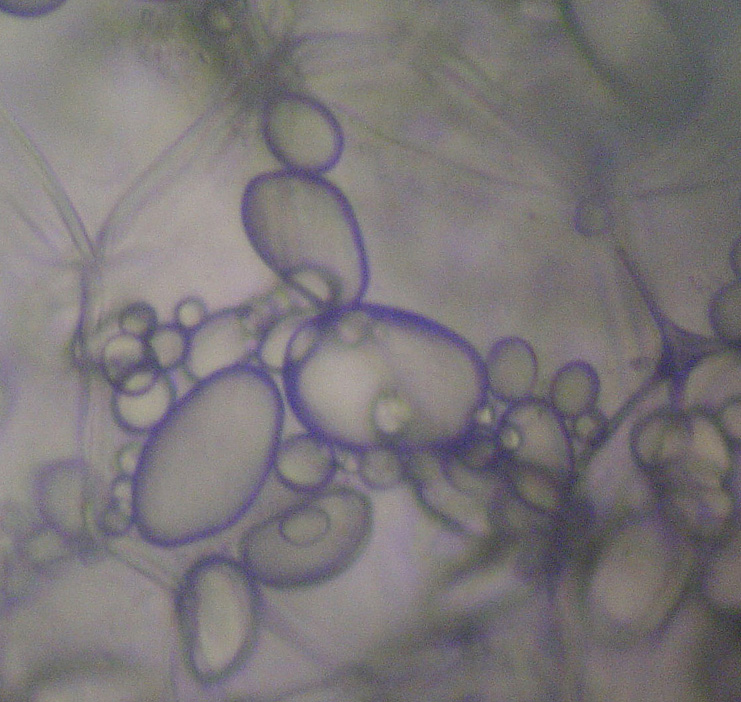
Amyloplasten der Kartoffel speichern Stärke

Als Reservestoff (auch Speicherstoff) werden Substanzen des primären Stoffwechsels bezeichnet, die von Lebewesen in größeren Mengen über teils größere Zeiträume gespeichert werden, um zu einem späteren Zeitpunkt wieder in den Stoffwechsel eingeschleust zu werden. Reservestoffe stammen aus den Stoffgruppen der Kohlenhydrate, Lipide und Proteine.
Bei Tieren sind die bedeutendsten Energie-Reservestoffe Kohlenhydrate (wie Glykogen) und Fette.
In Pflanzen wird die Funktion der Speicherung (Allokation (Botanik)) häufig von speziellen Zellen, Geweben oder Organen übernommen. Die wichtigste Stoffgruppe sind hier die Kohlenhydrate, wobei Saccharose und Fructane in gelöster Form in der Vakuole, Stärke in Plastiden (v. a. Amyloplasten) gespeichert werden. Speicherproteine werden vor allem in Samen gebildet, etwa die Globuline der Fabaceae oder die Prolamine und Gluteline der Süßgräser (Poaceae). Speicherlipide liegen in Pflanzen als flüssige Öle vor, da sie einen hohen Anteil an ungesättigten Fettsäuren aufweisen. Lipide sind die Hauptspeicherstoffe bei manchen Algen und in den Früchten einiger Pflanzen: beispielsweise Gemeiner Lein, Raps, Ricinus, Sonnenblume und Erdnuss. Die Lipide können dabei im Endosperm, in den Kotyledonen oder – wie bei der Olive – im Fruchtfleisch gespeichert werden. Innerhalb der Zellen werden die Lipide in Oleosomen gespeichert.
Manche Prokaryoten speichern auch anorganische Substanzen, aus denen sie Energie gewinnen können. Schwefelbakterien können elementaren Schwefel speichern, den sie zu Sulfat oxidieren.

## Belege
- Wilhelm Nultsch: Allgemeine Botanik. 8. Auflage, Thieme, Stuttgart 1986, 118–121, ISBN 3-13-383308-1. (Pflanzen)